# بيرت د. كادي
بيرت د. كادي (بالإنجليزية: Burt D. Cady)‏ هو محامي وسياسي أمريكي، ولد في 25 يوليو 1874 في بورت هورون في الولايات المتحدة، وتوفي بنفس المكان في 24 يوليو 1952. حزبياً، نشط في الحزب الجمهوري. وقد انتخب عضو مجلس ولاية ميشيغان.